# Платонов Денис Олександрович
Дени́с Олекса́ндрович Плато́нов (рос. Денис Александрович Платонов; 6 листопада 1981, м. Саратов, СРСР) — російський хокеїст, правий нападник. Виступає за «Металург» (Магнітогорськ) у Континентальній хокейній лізі. 
Вихованець хокейної школи «Кристал» (Саратов). Виступав за «Кристал» (Саратов), «Ак Барс» (Казань), «Мілвокі Адміралс» (АХЛ), «Нафтохімік» (Нижньокамськ), «Авангард» (Омськ), «Салават Юлаєв» (Уфа).
У складі національної збірної Росії учасник EHT 2003, 2006, 2008 і 2010. 
Досягнення
- Чемпіон Росії (2007), бронзовий призер (2004, 2006, 2008)
- Володар Кубка європейських чемпіонів (2008)
- Володар Кубка Шпенглера (2005)
- Фіналіст Ліги чемпіонів (2009).
- Володар Кубка Гагаріна (2014)